# Pseudaletia dasuta
Pseudaletia dasuta là một loài bướm đêm trong họ Noctuidae.